# Monako
Kneževina Monako (uradno francosko Principauté de Monaco; tudi samo Monako (Monaco); ligursko Prinçipatu de Múnegu; okcitansko Principat de Mónegue; italijansko Principato di Monaco) je druga najmanjša suverena država na svetu (za Vatikanom) v južni Evropi. Država zavzema ozek pas ozemlja, ki meri malo manj kot 2 km2, na katerem živi okoli 40.000 prebivalcev in je stisnjen med Sredozemsko morje in Francijo. Leži na Rivieri ali Azurni obali. Od leta 1215 je bil Monaco genovska kolonija. Od italijanske meje je zdaj oddaljen 10,6 kilometra oziroma 14,7 km po avtocesti.
Uradni jezik v Monaku je francoščina, avtohton jezik pa je lokalno narečje ligurščine, monaščina (fr. Monégasque, ligursko: munegàscu; italijansko: monegasco). Monako je najgosteje naseljena država na svetu, sestavlja pa jo predvsem staro mesto Monako (fr. Monaco-Ville, imenovano tudi "skala") in pozneje pozidana območja, kot je igralniški Monte Carlo. Zaradi prenaseljenosti so napori države usmerjeni k pridobivanju kopnega na račun morja in k urejanju železniške infrastrukture tako, da ta skozi Monako večinoma poteka pod zemljo. Zaradi ugodne davčne politike za fizične osebe se tu naseljuje veliko bogatašev. 
Tradicionalno je Monako največji del prihodkov dobival iz igralništva, sedaj pa je najpomembnejši postal turizem v širšem smislu. V Monaku poteka tudi tradicionalna dirka Formule 1 za Veliko nagrado Monaka, že od leta 1929.